# Séras
Il Séras (pron. fr. AFI: [seʁas]) è un prodotto caseario ottenuto dal siero residuo della lavorazione della Fontina o della Toma.

## Etimologia
Il termine "séras" deriva dal francese svizzero "sérai", derivante a sua volta dal latino "serum" (che significa "siero di latte") attraverso il basso latino seraceum.
Il formaggio romando sérac condivide con il séras la composizione e l'etimologia.

## Descrizione
Prodotto in Valle d'Aosta, può essere consumato fresco oppure salato e stagionato per affumicamento.
Impastando il Séras con aglio, olio, sale, peperoncino, ginepro, finocchio e cumino si ottiene il Salignon.